# بلاسكونونيو دي ماتاكابراس
بلدية بلاسكونونيو دي ماتاكابراس (بالإسبانية: Blasconuño de Matacabras) هي بلدية تقع في مقاطعة آبلة التابعة لمنطقة قشتالة وليون وسط إسبانيا.

## الديموغرافيا
يبلغ عدد سكان بلدية بلاسكونونيو دي ماتاكابراس 19 نسمة عام 2011 (وفقاً للمعهد الوطني للإحصاء الإسباني).
| 27 | 18 | 20 | 21 | 19 | 17 | 19 |